# رضا (قانون)

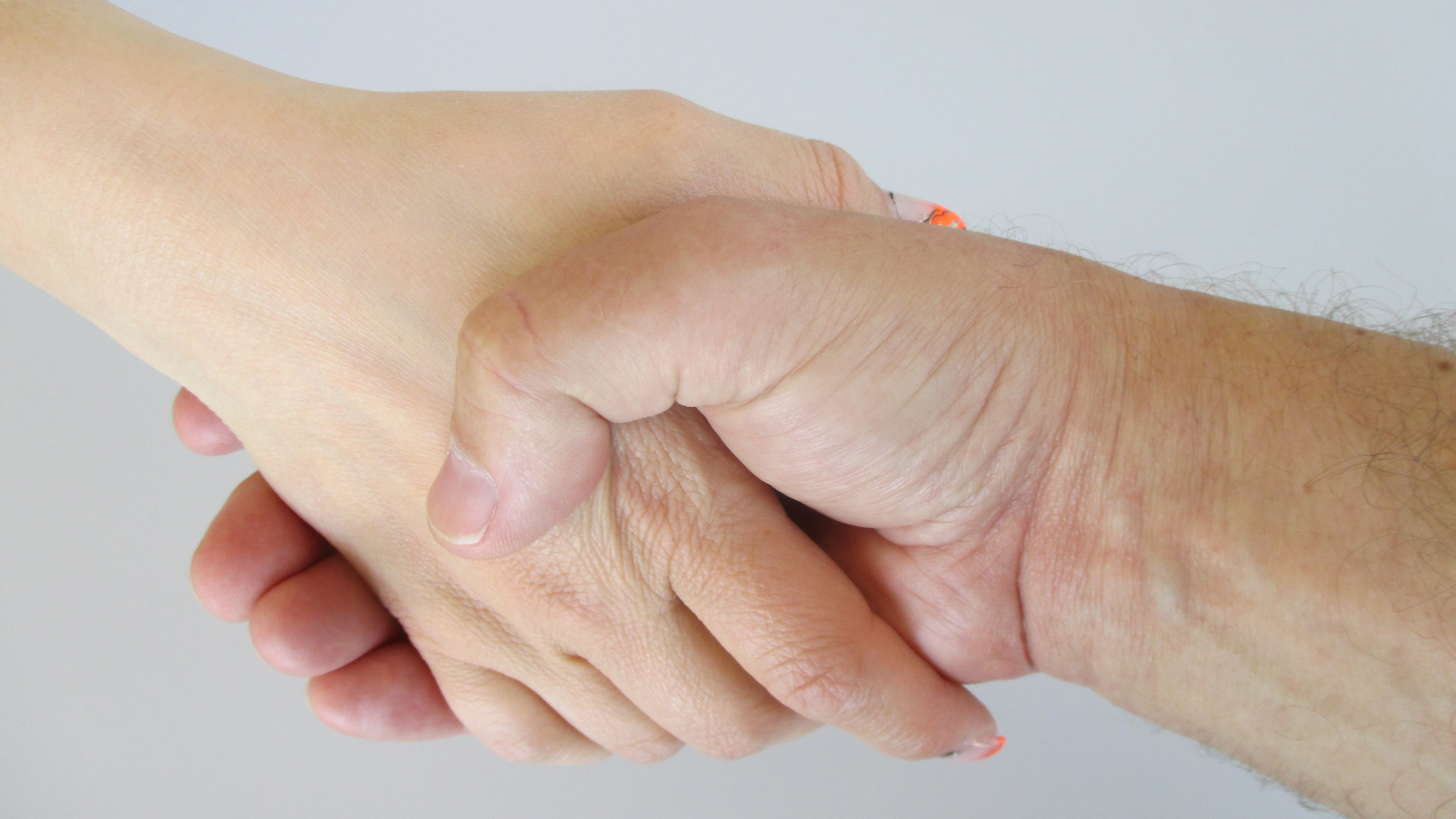

يحدث الرضا عندما يوافق شخص طواعية على اقتراح أو رغبة شخص أخر. وهو مصطلح في الأحاديث الجارية، ولكن قد يكون له تعاريف أكثر تخصصًا في مجالات مثل القانون والطب والبحوث والعلاقات الجنسية.
أنواع الرضا تتضمن الرضا الضمني، والرضا الصريح، والرضا المستنير والرضا بالإجماع. قد يختلف مفهوم الرضا بالنسبة لسياقات الجمل والمعاني المحددة التي يتواجد فيها. فعلى سبيل المثال، يمكن للشخص المصاب باضطراب عقلي أو في عمر عقلي متدنٍ أو تحت السن القانوني للموافقة (الرضا) الجنسية أن يشارك في عمل جنسي، ولكن يظل غير قادرًا على الوفاء بالحد الأدنى للرضا المتطلب قانونًا، وفقًا للقانون المعمول به. وتعتقد وكالات الأمم المتحدة ومبادراتها في برامج التربية الجنسية أن تدريس موضوع الموافقة كجزء من التثقيف الجنسي الشامل أمر مفيد.

## أنواع الرضا
الرضا الضمني: هو شكل من أشكال الموافقة (الرضا) التي لا تُمنح بشكل صريح من قبل شخص، بل يتم الاستدلال عليها من أفعال الشخص ووقائع وظروف موقف معين (أو في بعض الحالات، عن طريق صمت الشخص أو عدم تصرفه). تشمل بعض الأمثلة الموافقة الضمنية على اتباع القواعد و / أو اللوائح في مؤسسة تعليمية والموافقة الضمنية على الاتصال الجسدي من قبل المشاركين في لعبة الهوكي.
الرضا الصريح: يتم التعبير عنه بشكل واضح وليس بشكل ضمني. يمكن تقديمه كتابةً، بالكلام (شفهيًا)، أو دون التلفظ به، على سبيل المثال، من خلال لفتة واضحة مثل إيماءة. وقد يتم الطعن في الموافقة الصريحة غير المكتوبة التي لا يُستدل عليها بالشهود أو تسجيل الصوت أو الفيديو إذا نفى طرف أنه قد منحها.
الرضا المستنير في مجال الطب هي موافقة (رضا) التي يمنحها شخص لديه تقدير وفهم واضح للحقائق والآثار والعواقب المستقبلية للعمل. يُستخدم المصطلح أيضًا في سياقات أخرى، مثل البحث العلمي الاجتماعي، عندما يُطلب من المشاركين التأكيد على أنهم يفهمون إجراء البحث ويوافقون عليه.
الرضا بالإجماع أو الرضا العام: هي موافقة (رضا) جميع الأطراف.
الرضا البديل، أو مبدأ الحكم المستبدل: تسمح لصانع القرار بمحاولة تحديد القرار الذي كان يمكن لشخص غير كفء القيام به إذا كان هو أو هي مختصة.
الرضا (الموافقة) الحماسي: هو الإذن المتحمس والصادق أو هو الاتفاق من الأفراد المشاركين والمطلعين بالكامل.

## المسؤولية التقصيرية
يمكن التعبير عن الرضا بطريقة صريحة أو ضمنية. وعلى سبيل المثال، عادةً ما تعني المشاركة في رياضة تتطلب التلامس البدني الرضا بدرجة من التلامس مع المشاركين الآخرين، متفقًا ضمنيًا وغالبًا ما تحددها قواعد اللعبة. مثال أخر محدد: لا يستطيع الملاكم الشكوى من تعرضه لكمات على أنفه من قبل الخصم. وتكون الموافقة الضمنية صحيحة عندما يكون العنف أمر عادي ومنطقي كحدث عرضي للرياضة المعنية. ويوجد الرضا الصريح عندما يكون هناك اتفاق شفهي أو كتابي، خاصة في العقد. على سبيل المثال، قد تتطلب الشركات أن يقوم الأشخاص بالتوقيع على تنازل (يُسمى تنازل عن المسؤولية) يقر ويقبل أخطار النشاط. هذا يثبت موافقة صريحة، ويمنع الشخص من رفع دعوى قضائية ضد الضرر لاتخاذ إجراءات غير مصرح بها.
في القانون الإنجليزي، ينطبق مبدأ «عدم وقوع الإصابة إلا لمن رغب ورضا بالمشاركة في العمل» ليس فقط على المشاركين في الرياضة، ولكن أيضًا على المتفرجين وغيرهم ممن يشاركون عن رضا في الأنشطة التي يكون فيها خطر الإصابة. كما يُستخدم الرضا كدفاع في الحالات التي تنطوي على وفيات عرضية أثناء ممارسة الجنس، والتي تحدث أثناء البوندج (Bondage). تشير جريدة تايم الأمريكية في عدد (23 مايو 1988) إلى هذا المثال الأخير، باسم «الدفاع عن القسوة الجنسية». وإنه غير فعال في القانون الإنجليزي في حالات الإصابة الخطيرة أو الوفاة.
كمصطلح للفقه يقضي الحكم المسبق بالموافقة بدفاع محتمل (عذر أو تبرير) ضد المسؤولية المدنية أو الجنائية. ويجادل المدعى عليهم الذين يستخدمون هذا الدفاع بأنه لا يجوز تحميلهم المسؤولية عن ضرر أو جريمة، حيث أن الأفعال المعنية تمت مع المدعي أو بإذن وموافقة مسبقة من «الضحية».

## الطب
مسألة الرضا مهمة في القانون الطبي. فعلى سبيل المثال، قد يكون الممارس الطبي مسؤولًا عن إلحاق الأذى بالمريض عن طريق إجراء لم يتم الموافقة عليه. وهناك إعفاءات عندما يكون المريض غير قادر على إعطاء الموافقة.
أيضًا، يجب أن يشرح الممارس الطبي المخاطر الكبيرة للعملية (تلك التي قد تغير رأي المريض حول قبوله أو رفضه للعملية) قبل أن يعطي المريض موافقة ملزمة. واستخلص ذلك في أستراليا في القضية «روجرز ضد ويتاكر»: حيث قضت المحكمة بأنه إذا لم يشرح الممارس خطرًا ماديًا يحدث في وقت لاحق، فإن ذلك يعتبر إهمالًا. وتشمل المخاطر المادية فقدان فرصة الحصول على نتيجة أفضل إذا قد أجريت العملية من قبل جراح أكثر خبرة. في المملكة المتحدة، حدثت المحكمة العليا القانون المتعلق بالموافقة والرضا وقدمت اختبارًا كقانون يركز على المريض ليصبح ركنًا جديدًا في قوانين المملكة المتحدة: وهو السماح للمريض بدلًا من المهنيين الطبيين بتحديد مستوى المخاطرة التي يرغبون في خوضها، نظرًا لجميع المعلومات المتاحة. ويعكس هذا التغيير توجيهات المجلس الطبي العام بشأن شرط رضا المرضى، ويزيل قاعدة الأبوية الطبية.

## أبحاث العلوم الاجتماعية
يُطلب من علماء الاجتماع عمومًا الحصول على رضا مستنير من المشاركين في البحث قبل طرح أسئلة المقابلة أو إجراء التجربة. يحكم القانون الاتحادي الأمريكي أبحاث العلوم الاجتماعية التي تتضمن مواضيع بشرية، ويقوم بمهام مجالس المراجعة المؤسسية (Institutional review boards - IRBs) في الجامعات، والهيئات الفيدرالية أو الوكالات الولائية، والمنظمات القبلية للإشراف على أبحاث العلوم الاجتماعية التي تتضمن المواد البشرية لاتخاذ القرارات حول ما إذا كانت الموافقة عن علم أم لا اللازمة لدراسة علمية اجتماعية للمضي قدمًا. ويعني الرضا المستنير في هذا السياق بشكل عام شرح الغرض من الدراسة للمشاركين في الأبحاث والحصول على تأكيد مُوَقَع أو شفهي على أن المشاركين في الدراسة يفهمون الإجراءات التي يجب استخدامها والموافقة على المشاركة في الدراسة.
قد تُستخدم بعض أنواع البحوث العلمية الاجتماعية، مثل التجارب النفسية والخداع كجزء من الدراسة؛ في هذه الحالات، قد لا يصف الباحثون الإجراءات بشكل كامل للمشاركين، وبالتالي لا يكون المشاركون على علم تام بها. ومع ذلك، يُطلب من الباحثين استجواب المشاركين وإخبارهم فور انتهاء التجربة. وتُعتبر بعض فئات السكان ضعيفة، وبالإضافة إلى الرضا المستنير، يجب توفير حماية خاصة لهم. ويشمل ذلك الأشخاص المسجونين والحوامل والأشخاص ذوي الإعاقة والأشخاص الذين يعانون من إعاقة عقلية. ويعتبر الأطفال غير قادرين على تقديم الموافقة عن علم.

## قانون التخطيط
تستخدم بعض البلدان، مثل نيوزيلندا مع قانون إدارة الموارد وقانون البناء الخاص بها، مصطلح «الرضا» للعملية القانونية التي توفر تصريحًا تخطيطيًا للتطورات مثل التقسيمات الفرعية أو الجسور أو المباني.

## النشاط جنسي
في كندا «يعني الرضا... الاتفاق الطوعي من مقدم الشكوى على الانخراط في النشاط الجنسي» دون إساءة أو استغلال «الثقة أو القوة أو السلطة» أو الإكراه أو التهديد. ويمكن أيضًا إبطال الرضا في أي وقت.
يلعب الرضا الجنسي دورًا مهمًا في تحديد الاعتداء الجنسي، نظرًا لأن النشاط الجنسي دون موافقة جميع الأطراف يعتبر اغتصابًا. في أواخر الثمانينات من القرن الماضي، جادل الأكاديمي لويس بينو بأنه يجب علينا أن نتحرك نحو نموذج أكثر تواصلًا للحياة الجنسية بحيث تصبح الموافقة أكثر صراحةً ووضوحًا وموضوعيةً ومنظم في طبقات، مع نموذج أكثر شمولية من «لا يعني لا» أو «نعم يعني نعم». وضعت العديد من الجامعات حملات حول الرضا. يمكن أن للحملات الإبداعية ذات الشعارات والصور التي تستحوذ على الاهتمام والتي تسوق للموافقة أن تصبح أدوات فعالة لزيادة الوعي بالاعتداء الجنسي في الحرم الجامعي والمسائل ذات الصلة.
منذ أواخر التسعينات، اقتُرحت نماذج جديدة من الرضا الجنسي. وعلى وجه التحديد، تطوير «نعم يعني نعم» ونماذج تدل على الإيجاب، مثل تعريف هول: "الموافقة الطوعية لما يتم عمله أو اقتراحه من قبل أخر أو إذن؛ أو اتفاق في الرأي أو المشاعر". ويذكر هيكمان وموهلينهارد أن الموافقة يجب أن تكون "اتصالًا حرًا شفهيًا أو غير شفهي يتضمن الشعور بالاستعداد" للانخراط في النشاط الجنسي. " وقد لا تزال الموافقة الإيجابية محدودة لأن الظروف الفردية المحيطة بالموافقة لا يمكن الاعتراف بها دائمًا في نموذج "نعم تعني نعم"، أو «لا يعني لا».
بعض الأفراد غير قادرين على إعطاء الموافقة. يُعتبر الأطفال أو القصر الذين تقل أعمارهم عن سن معينة، أي سن الرضا الجنسي في تلك الولاية القضائية، غير قادرين على إعطاء موافقة صحيحة بموجب القانون على الأفعال الجنسية. وبالمثل، قد لا يتمكن الأشخاص المصابون بمرض ألزهايمر أو غيره من الإعاقات من الموافقة القانونية على العلاقات الجنسية حتى مع زوجاتهم.
في الأدبيات، كانت التعاريف المحيطة بالرضا وكيفية إبلاغها متناقضة ومحدودة أو بدون توافق في الآراء. جادل روفي بأن التعريف القانوني يجب أن يكون عالميًا، لتجنب الارتباك في القرارات القانونية. كما أظهر كيف أن المفهوم الأخلاقي للرضا لا يتماشى بشكل دائم مع المفهوم القانوني. على سبيل المثال، قد يدخل بعض الأشقاء البالغين أو أفراد الأسرة الآخرين طواعية في علاقة، إلا أن النظام القانوني لا يزال يعتبر هذا أمرًا احترازيًا، وبالتالي جريمة. ويجادل روفي بأن استخدام لغة معينة في التشريع المتعلق بهذه الأنشطة الجنسية العائلية قد يتلاعب بالقارئ ليعتبره أمر غير أخلاقي ويقع تحت طائلة القانون الجنائي، حتى لو وافق جميع الأطراف. وبالمثل، قد يختار بعض الأطفال دون السن القانوني للرضا أن يكونوا على علاقة جنسية. ومع ذلك، لا يعتبر القانون هذا مشروعًا. في حين أن هناك ضرورة لسن الرضا، فإنه لا يسمح لمستويات مختلفة من الوعي والنضج. هنا يمكن ملاحظة كيف أن الفهم الأخلاقي والقانوني لا يتماشى بشكل دائم.
تعمل مبادرات برامج التثقيف الجنسي من أجل تضمين مواضيع ومناقشات حول الرضا الجنسي في المناهج الدراسية للمرحلة الابتدائية والثانوية والجامعية. وفي المملكة المتحدة، تعمل جمعية الصحة الاجتماعية الشخصية والتعليم الاقتصادي (Personal Social Health and Economic Education Association - PSHEA) على إنتاج وتقديم خطط تدريس الجنس في المدارس البريطانية متضمنة دروسًا حول «العلاقات الجنسية بالتراضي» و «معنى وأهمية الرضا» بالإضافة إلى «خرافات الاغتصاب». وفي الولايات المتحدة، طبقت جامعة كاليفورنيا-بيركلي الرضا الإيجابي والمستمر في مجال التعليم والسياسات المدرسية. وفي كندا، أدخلت حكومة أونتاريو منهجًا دراسيًا منقحًا في مجال التعليم الجنسي إلى مدارس تورنتو، بما في ذلك مناقشات جديدة حول الجنس والرضا الإيجابي، والعلاقات الصحية والتواصل. ووضعت العديد من الجامعات حملات حول الرضا. يمكن أن تكون الحملات الإبداعية ذات الشعارات والصور التي تستحوذ على الاهتمام والتي توافق على السوق أدوات فعالة لزيادة الوعي بالاعتداء الجنسي في الحرم الجامعي والمسائل ذات الصلة.

### الرضا الإيجابي
الرضا الإيجابي (قول «نعم» بشكل متحمس) هي عندما يوافق الطرفان على السلوك الجنسي، إما من خلال الاتصال الشفهي الواضح أو الإشارات غير اللفظية أو الإيماءات. ويشمل أيضًا التواصل والمشاركة النشطة من الأشخاص المعنيين. وهذا هو النهج الذي أقرته الكليات والجامعات في الولايات المتحدة، والذي يصف الرضا على أنها "قرار إيجابي لا لبس فيه ووجود وعي من قبل كل مشارك للانخراط في النشاط الجنسي المتفق عليه بين الطرفين". ووفقًا لليون هندريكس، وهو كاتب في مجلة Sex, Etc.، "بدلًا من قول" لا يعني لا، "نعم يعني نعم" بالنظر إلى الجنس كشيء إيجابي. " يتم السعي للحصول على الموافقة على جميع مستويات الحميمية الجنسية بغض النظر عن العلاقة بين الطرفين، أو التاريخ الجنسي السابق أو النشاط الحالي ("لا يعد اللعب في حلبة الرقص موافقة على أي نشاط جنسي أخر"، كما تقول سياسة الجامعة). وبحكم التعريف، لا يمكن إعطاء الرضا الإيجابي إذا كان الشخص مخمورًا أو فاقدًا للوعي أو نائمًا.
هناك 3 أركان غالبًا ما يتم تضمينها في وصف الرضا الجنسي، أو «الطريقة التي نسمح بها للآخرين بمعرفة ما نحن بصدده، سواء كانت قبلة ليلة سعيدة أو لحظات تؤدي إلى ممارسة الجنس».
وهم:
1. المعرفة الدقيقة بما الذي أوافق عليه
2. الإعراب عن نيتى للمشاركة
3. البت بحرية وطواعية في المشاركة[27]

للحصول على الموافقة المؤكدة، بدلًا من الانتظار لقولك «لا» أو لشريك ليقول «لا»، يقول المرء صراحةً «نعم» أو يسعى صراحةً لذلك. ويمكن أن يأتي هذا في شكل ابتسامة أو إيماءة أو كلمة نعم، طالما أنها موافقة متحمسة ومستمرة ولا لبس فيها. وقال دينيس لابيرتو من تحالف كاليفورنيا ضد الاعتداء الجنسي: «هناك لغة مختلفة، لكن اللغة تصل إلى صميم الأشخاص الذين يضطرون إلى توصيل تأكيدهم للمشاركة في السلوك الجنسي»، ويتطلب ذلك تحولًا جوهريًا في طريقة تفكيرنا في الاعتداء الجنسي. فإنه يتطلب منا أن نقول إن النساء والرجال يجب أن يكونوا متفقين بشكل متبادل ويشتركون إيجابيًا في السلوك الجنسي.